# Maja y celestina

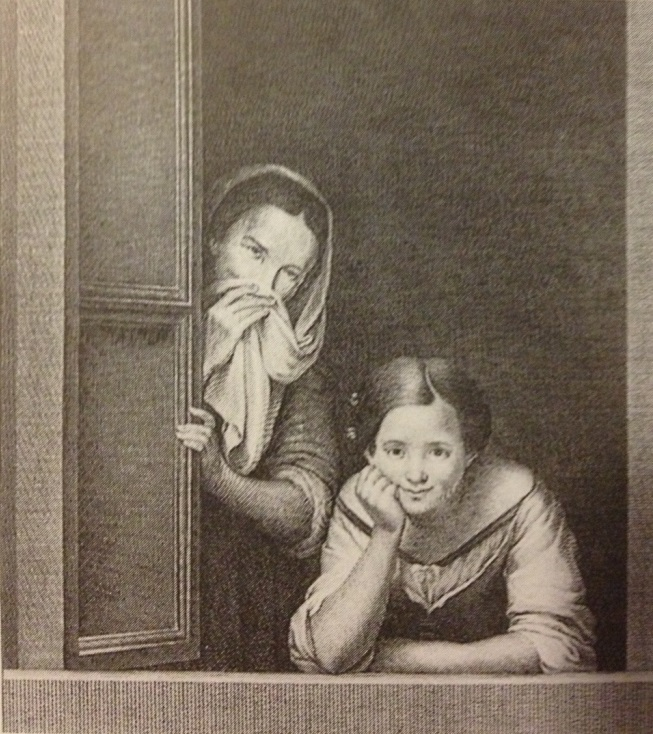
Grabado Dos mujeres en la ventana basado en un cuadro de Murillo.

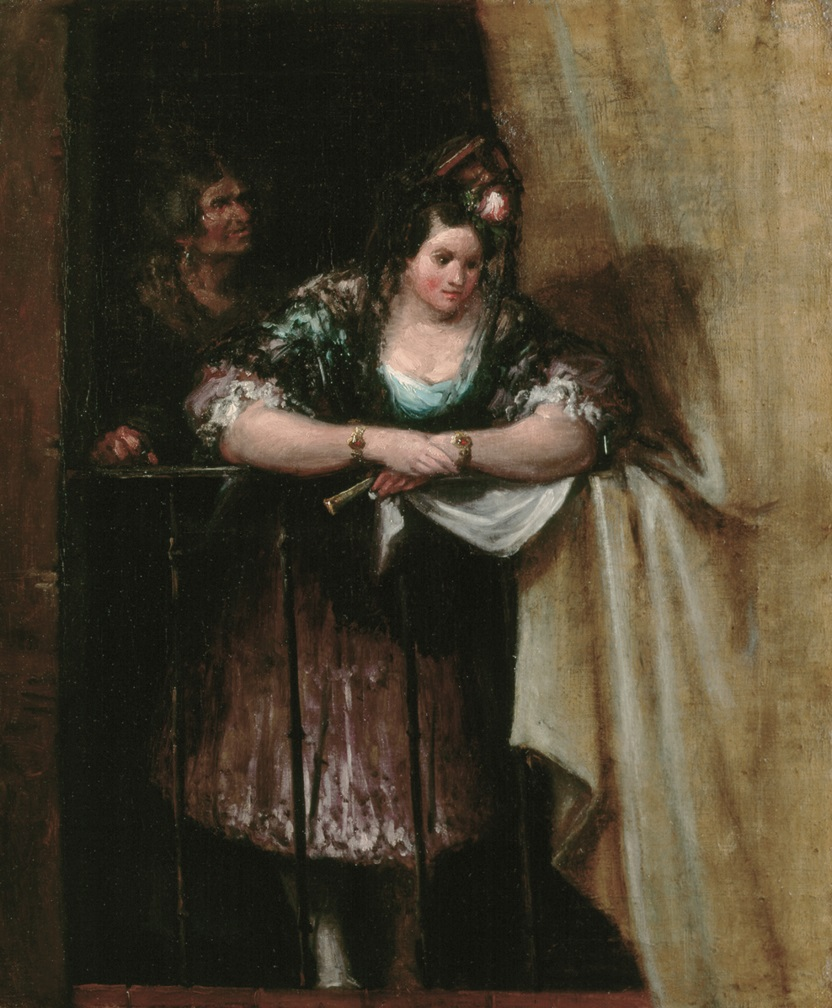
Maja en el balcón, Leonardo Alenza, hacia 1840.

Maja y celestina o Maja y celestina en un balcón. es un cuadro del pintor español Francisco de Goya Actualmente se encuentra en una colección privada.

## Creación
Durante la Guerra de Independencia española (1808-1814), Goya recibió pocos encargos oficiales. En los años finales del conflicto, abandonó brevemente el tema de la guerra en sus obras y regresó a la sátira sobre la sociedad y sus vicios, que ya había aparecido en su serie de grabados titulada Los caprichos.
Sin embargo, la paleta de colores y la interpretación cambian, lo que da a las obras una nueva expresión. Las escenas de género creadas durante este período incluyen representaciones de viejas brujas y prostitutas, como la más conocida Majas al balcón, Maja y celestina, El Tiempo y las viejas, así como gente del pueblo en el trabajo: El afilador, La fragua y La aguadora. Este período supuso también la ruptura definitiva de Goya con la pintura del siglo XVIII y el idílico estilo rococó de sus cartones para tapices. Estas pinturas con majas se caracterizan por la sensualidad de las figuras femeninas, que podría ser fruto del encuentro de Goya con la joven Leocadia Weiss, su posterior compañera sentimental.
Como en el caso de muchas de las pinturas de españoles comunes y corrientes de Goya, la pintura Maja y celestina no fue encargada, exhibida o vendida durante la vida del pintor. Fue creada por gusto del artista o para decorar su propia casa en la calle Valverde de Madrid.
Majas al balcón y Maja y celestina probablemente fueron pensadas para colgar una frente a la otra, de modo que el espectador tuviera la impresión de que estaba en una calle con balcones a ambos lados, y las majas mirando al espectador desde ellos. Tal vez se trate de una yuxtaposición de mujeres burguesas y cortesanas, todas jóvenes y bellas, pero también dependientes de los hombres, probablemente "atrapadas", lo que estaría simbolizado por los duros barrotes de la verja de hierro. La yuxtaposición con la pintura El Tiempo y las viejas enfatiza el tema de la fugacidad de la belleza.
En el inventario de los bienes de Goya, elaborado en 1812 tras la muerte de su esposa, el cuadro El Tiempo y las viejas ocupa el puesto 23, y bajo el número 24 se anotan "dos cuadros de mujeres jóvenes en el balcón" (Majas en el balcón y Maja y celestina). Estas tres pinturas son de tamaño similar y están ejecutadas sobre otras tres obras de otro pintor de principios del siglo XVII, probablemente de la escuela española: Los exámenes radiográficos revelaron que las obras más antiguas representaban alegorías de los elementos basadas en grabados de Adriaen Collaert. El Tiempo y las viejas se pintó sobre la alegoría del aire, Majas en el balcón de la tierra, y Maja y celestina sobre el fuego. Durante la guerra, el pintor carecía de los materiales básicos de trabajo, por lo que en ocasiones también pintaba sobre sus propios cuadros y lienzos.  Elementos similares en el inventario, dimensiones similares y el hecho de que estas tres pinturas fueron creadas sobre otras obras que constituían una serie, sugieren que estas obras también constituyen un grupo en el que los significados individuales de las obras se complementan entre sí.

## Análisis
La palabra "maja" designaba a una mujer joven de las clases sociales más bajas, una belleza vestida a la moda y llamativamente. Las aristócratas de finales del siglo XVIII (incluida la musa de Goya, la duquesa de Alba) solían disfrazarse de majas, imitando su estilo colorido y provocativo. La maja en el cuadro de Goya es probablemente una joven prostituta que mira la calle desde el balcón buscando atraer a los hombres que pasan. La rubia luce atrevidamente el pronunciado escote de un hermoso vestido blanco y dorado. Las manos enguantadas sugieren que no todo está en venta, la maja ofrece su cuerpo pero no su alma ni su verdadero amor. Su belleza y gracia contrastan con la repulsiva figura de la vieja celestina detrás. La anciana simboliza la hipocresía: está clasificando las cuentas enormes del rosario que cuelga en sus manos y, al mismo tiempo, con una sonrisa de complicidad, señala a la chica que ofrece a los transeúntes.
Usada en español como sinónimo de casamentera (si actúa honestamente, buscando reunir parejas y sus familias con fines matrimoniales) o alcahueta (la que actúa deshonestamente, facilitando la reunión de parejas ilícitas, seducción de doncellas y como proxeneta) el nombre y figura de celestina fue tomada de la popular novela de Fernando de Rojas titulada La Celestina (finales del siglo XV) que le fue regalada por el amigo de Goya Moratín. Otra fuente de inspiración fue el grabado Dos mujeres en la ventana realizado por Joaquín Ballester a partir de un cuadro de Murillo.
Goya utilizó pinceladas ligeras, casi abocetadas, así como la técnica de aplicar pintura con espátula.

## Procedencia
El cuadro fue mencionado en el inventario de bienes de Goya elaborado en 1812 tras la muerte de su esposa. El inventario se creó para dividir la propiedad entre el pintor y su hijo Javier. Señaló "dos cuadros de mujeres jóvenes en el balcón" - Maja y celestina y Majas en el balcón ocupaban el puesto n° 24 y fueron valorados en 400 reales de vellón. Hay una marca de inventario X.24 en la esquina inferior izquierda de la imagen, ya apenas visible. Francisco de Acebal y Arratia compró el cuadro a Javier Goya, y después de él lo heredó Luis Mac-Crohon. En 1942, el cuadro fue adquirido por el coleccionista Juan March y luego pasó a manos de su hijo Bartolomé March. En 2003 fue vendido a otro coleccionista privado.